# Emil Pfeiffer

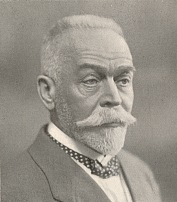
Emil Pfeiffer

Emil Pfeiffer (Wiesbaden, 1 maart 1846 — aldaar, 13 juli 1921) was een Duitse internist en kinderarts, die vooral bekendstaat als de ontdekker van de ziekte van Pfeiffer.

## Levensloop
Pfeiffer bezocht het gymnasium in Wiesbaden en studeerde daarna geneeskunde in Bonn, Würzburg en Berlijn, waar hij in 1869 zijn artsenbul ontving.
Aansluitend werd hij legerarts tijdens de Frans-Duitse Oorlog, waarna hij in Wiesbaden ging praktiseren. Hier maakte hij naam als arts in de balneologie en hield zich bezig met de heilzame werking van het mineraalwater uit de lokale bronnen.

Als kinderarts verdiepte Pfeiffer zich in zuigelingenvoeding, zette hij zich in voor de oprichting van kindertehuizen en crèches en beschreef de, ook naar hem genoemde, klierkoorts: een door het Epstein-Barrvirus veroorzaakte ziekte van het lymfesysteem.
Tussen 1887 en 1905 was hij secretaris van het Gesellschaft für Kinderheilkunde. Als internist publiceerde hij meerder werken over jicht en was hij een van de oprichters en tot 1914 secretaris van het in 1882 in Wiesbaden opgerichte Kongress für Innere Medizin, een jaarlijkse bijeenkomst van de meest toonaangevende clinici uit het Duitse taalgebied. Op aanbeveling van een collega werd Pfeiffer ontboden voor een consult bij de toenmalige Shah van Perzië, Muzaffer ed-din Mirza, die aan een ernstige vorm van jicht leed.
Naast zijn medische werk was Pfeiffer ook een geïnteresseerd botanicus: hij teelde zelf talrijke zeldzame planten, die hij zelf ook in aquarel schilderde. Er zijn in de bibliotheek van Wiesbaden meer dan 2000 aquarellen van zijn hand bewaard gebleven.

## Publicaties
- Wiesbaden als Curort. 3. druk. 1888.
- Das Mineralwasser von Fachingen. 2., volledig bewerkte oplage. Wiesbaden 1894.

## Eerbetoon
In 1920 werd tot Pfeiffer erelid van de Nassauischen Vereins für Naturkunde benoemd.